# Chopin (operett)
A Chopin című operett Bartha István és Faragó Jenő háromfelvonásos daljátéka a lengyel zeneszerző művei alapján, melyet 1926-ban mutattak be a Király Színházban. Témája Chopin és szerelmeinek a története, valamint a Radziwiłł és a Czartoryski nemesi családok szerepe a lengyel emigráció politikai és kulturális életében.
A darabbal egyszerre akarták megerősíteni a Király Színház megrendült helyzetét és a lengyel–magyar kapcsolatokat.

## Történelmi háttér
Lengyelország a 18. század végén a három felosztás folyamatában elvesztette függetlenségét a Porosz Királysággal, a Habsburg Birodalommal és az Orosz Birodalommal szemben. Csak 123 év után, 1918-ban szerezte azt vissza. 1830-1831 folyamán zajlott a nagyszabású novemberi felkelés, melynek leverése után több ezer ember menekült el az országból és telepedett le Európa és az amerikai kontinens városaiban. Így jött létre a nagy emigráció, amelynek olyan tagjai voltak, mint Adam Mickiewicz, Cyprian Norwid, Zygmunt Krasiński, Fryderyk Chopin, Józef Bem és Henryk Dembiński, továbbá sok főnemes és közember.
Az emigráció liberális konzervatív szárnyának központja a Czartoryski hercegi család párizsi lakhelye, a Hôtel Lambert volt. Erről nevezték el és innen irányították politikai mozgalmukat, melynek legfőbb célja Lengyelország függetlenségének a visszaszerzése volt. A Hôtel Lambert szalonjában gyűltek össze az emigránsok és a velük szimpatizálók, pl. Liszt Ferenc, Alphonse de Lamartine, George Sand, Honoré de Balzac, Hector Berlioz és Eugène Delacroix.
Magyarország az első világháború után Trianonban elvesztette területének és népességének jó részét. A húszas években számos kezdeményezés indult annak érdekében, hogy Lengyelország megnyerésével szövetségest találjon magának az ország és sikerüljön kitörni az elszigeteltségéből. Ekkoriban alakult a Magyar-Lengyel Kereskedelmi Kamara (1920), a Lengyel Légionisták Egyesülete (1921) és a Magyar Mickiewicz Társaság (1924). Cikkek százai jelentek meg Lengyelországról és 1929-ben elindult a Magyar–Lengyel Könyvtár könyvsorozat.

## Cselekmény
|  | Alább a cselekmény részletei következnek! |

„Történik 1836-ban Cartoriszki Ádám herceg kastélyában, Varsó közelében és Párizsban.”

### I. felvonás

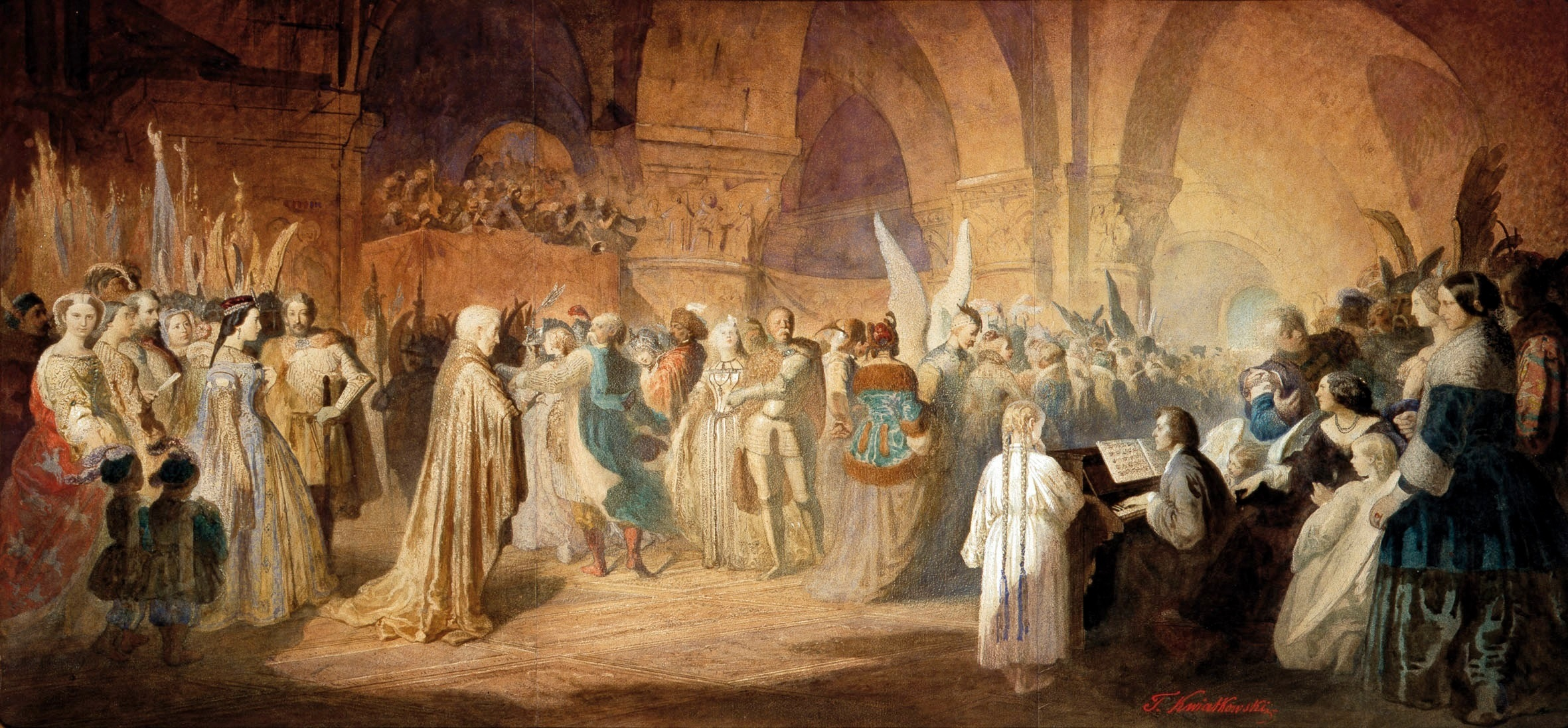
Teofil Kwiatkowski: Chopin-polonéz. (Bál a Hôtel Lambertben), 1857

Helyszín: „Cartoriszki Ádám herceg ősi kastélya, Zelazova-Volában. Minden egyszerű, világos, de azért mindenen meglátszik a Cartoriszki nemzetség nagy gazdagsága és nagy konzervativizmusai.”
Elsner József lánya, Wanda beismeri apjának, hogy sok más lányhoz hasonlóan szerelmes Chopinba. Wodzinska Antal, az állandó pénzzavarral küzdő gróf megharagszik barátjára és hitelezőjére, Chopinre, mivel holdkórossá teszi a lányokat a muzsikájával. Különösen az ifjú Eliza Radziwill hercegnő miatt féltékenykedik, akit ő is szeret. Cartoriszki herceg Lulunak, a francia szobalánynak csapja a szelet, az öreg Elsner József pedig – bár örül Wanda érzelmeinek – tanítványát, Chopint félti a jövőtől. Tudja, hamarosan útra kell kelnie az ifjú zongoristának, hogy megmutassa tehetségét a világnak. Aratóbált rendeznek, ahol Chopin tréfából eljegyzi Wandát, Wodzinska gróf pedig Elizát. Váratlanul hírnök érkezik, s Radziwill herceg nevében felszólítja a vonakodó Chopint, hogy azonnal induljon Párizsba a herceghez. Wanda önfeláldozóan biztatja kedvesét, hogy keljen útra beteljesíteni azt, amire született. Wodzinska Antalt viszont rossz előérzet keríti hatalmába.

### II. felvonás
Helyszín: „A párizsi Hotel Imbert, a lengyel emigráció fejének, Radziwil hercegnek a háza. A palota előkelő, diszkréten díszes nagyterme, három hatalmas kétszárnyú ajtó van hátul, a mennyezetig nyíló üvegajtó, a középső jóval szélesebb a két szélsőnél. Az ajtók között és két oldalt tőlük egy-egy virágos grupp, egy-egy kis szobrocskával. Jobbról és balról is egy-egy ajtó, mely az utcára és a palota többi részeibe vezet.A bal előtérben kis emelvény, ezen a zongora. A jobb előtérben kis erkély.”
Chopin nagy sikerű koncertet ad, de fáradt és szomorú, mert hiányzik a szerelmese, Wanda. Wodzinska Antal gróf továbbra is féltékenykedik Chopinra és igyekszik mindenkit megpumpolni, akivel összetalálkozik. George Sand kiveti aranyhálóját Chopinre. Eliza félteni kezdi tőle Chopint és összefog a barátnőivel, hogy megmentsék a zongoristát Wandának, a művészetnek és Lengyelországnak. Chopin azonban megbántja az aggódó Elizát, majd ismét szerelmet vall  Wandának, aki feltűnik Párizsban. Cartoriszki herceg és Wodzinska gróf is összefog Eliza tervének megsegítésére, de Chopin végül mégis George Sand szerelmét választja.

### III. felvonás

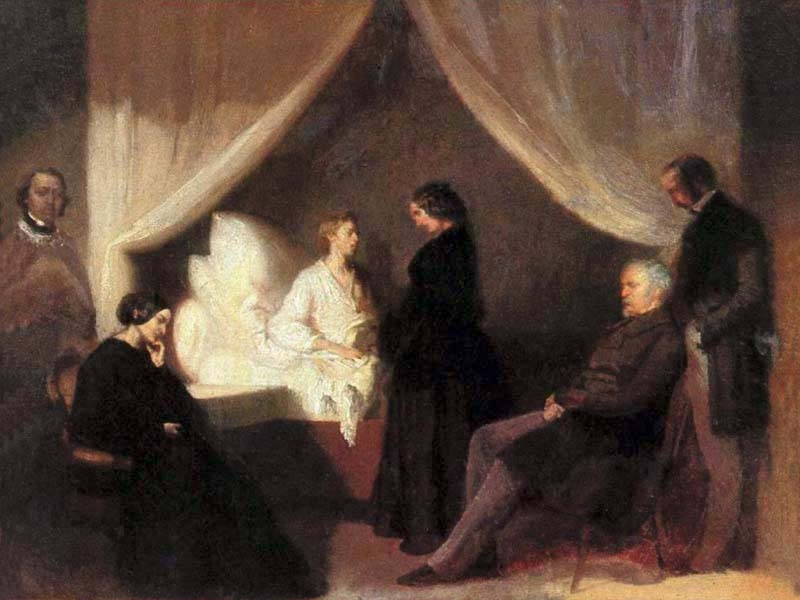
Teofil Kwiatkowski: Fryderyk Chopin haldoklása, 1849. (Balról: Aleksander Jełowicki, Ludwika Jędrzejewicz, Marcelina Czartoryska, Wojciech Grzymała és Teofil Kwiatkowski)

Helyszín: „Chopin lakása, a Rue Chaillot 71-es számú párizsi házban. A fogadószoba nem pompázó, de nagyon előkelő. A háttért széles nagy bársonyfüggöny választja el a mögötte levő szobától. Jobboldalt fehér függönyös széles ablak, amely mögött a havas téli párizsi utca látszik. Baloldalt két ajtó. Künn havazik. Amikor a függöny szétlebben, a szinen csak Chopin házvezetőnője, Matusevszka asszony van. Az ablaknál áll, a havas utcát nézi. Künn Chopin nocturnóját játssza valaki, a zongoraszó halkan, sejtelmesen hangzik be a szinre. Este van.”
Hét év telt el. Chopin emberkerülővé vált és betegeskedik, Matusevszka asszony viseli a gondját. Karácsony este Eliza és Wodzinska gróf – akik időközben összeházasodtak –, valamint Cartoriszki herceg látogatást tesznek nála. Fenyőfát, szivarkát, pálinkát visznek ajándékba a betegnek. Megbeszélik, hogy másnap újra felkeresik és orvost hívnak hozzá. Miután elmennek, váratlanul megjelenik George Sand, aki elől Chopin menekülni próbál. Rosszul lesz, de köpönyeget kap magára és eliramodik. Közben Wanda érkezik hozzá látogatóba apácának öltözve, de már nem találja otthon. Chopin egy kolostorba siet, ahol a barátoknak elmondja, hogy pihenni akar. A barátok beeresztik, majd kihunynak a fények és felharsan a zenekar, végül csendesen megszólal a Chopin-gyászinduló.
|  | Itt a vége a cselekmény részletezésének! |

## Szereplők

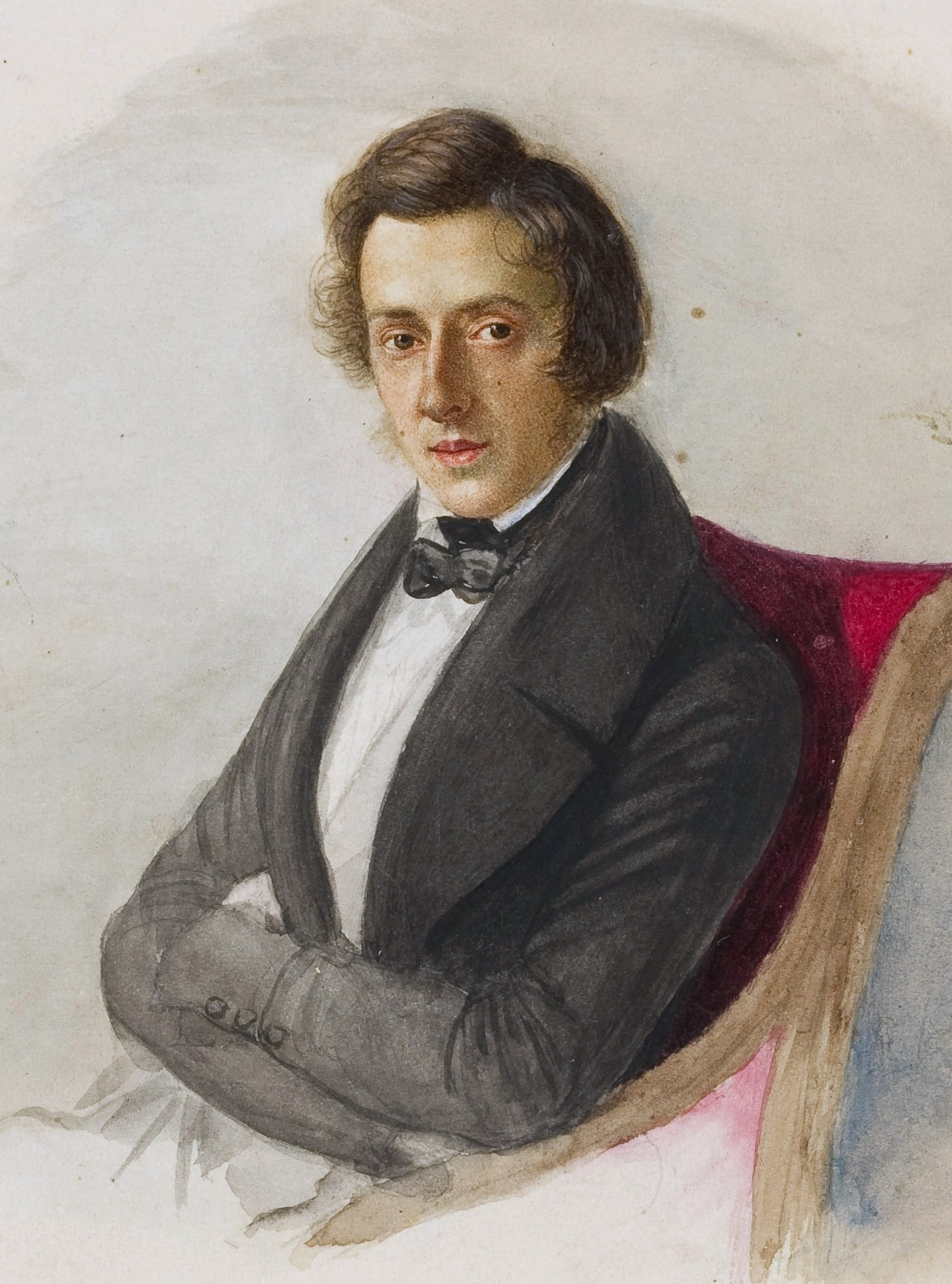
Maria Wodzińska: Frédéric Chopin. (Akvarell, 1835). Maria Wodzińska festő Chopin eljegyzett menyasszonya volt.

| Szerep                                    | Történelmi személy                 | Színész         |
| ----------------------------------------- | ---------------------------------- | --------------- |
| Radziwill herceg                          | Antoni Radziwiłł (1775–1833)       | Szirmai Imre    |
| Cartoriszki Ádám herceg                   | Adam Jerzy Czartoryski (1770–1861) | Csortos Gyula   |
| Radziwill Eliza hercegnő                  | Eliza Radziwiłł (1803–1834)        | Vaály Ilona     |
| Wodsinska Antal gróf                      | Antoni Wodziński (1812–1847)       | Halmay Tibor    |
| Frederik Chopin                           | Fryderyk Chopin (1810–1849)        | Nádor Jenő      |
| George Sand                               | George Sand (1804–1876)            | Lábass Juci     |
| Elsner József, zenetanár                  | Józef Elsner (1769–1854)           | Bilicsi Tivadar |
| Elsner Wanda                              |                                    | Kovács Ilonka   |
| Matusevszka asszony, Chopin házvezetőnője | Pani Matuszewska                   | Bacsányi Paula  |
| Lulu, Eliza szobalánya                    |                                    | Orosz Vilma     |
| Aratógazda                                |                                    | Raskó Géza      |
| Gazdag legény                             |                                    | Tolnai Béla     |
| Szép legény                               |                                    | Eötvös József   |

## Dalok
- No, mondd hogyan van itt felétek… (Eliza – Antal duett)
- Boldog ifjúság, szívem fájva néz vissza… (Chopin)
- Sok drága nőcske epedve várna rám… (Ádám – Lulu – Antal terzett)
- Néha, néha gyermeki szóra… (Chopin–Eliza duett)
- Várj sorsodra kisbarátom… (Eliza – Antal duett)
- Ne sírj, miért e bánkódás, a könny… (Wanda – Chopin duett)
- Lopva, titokban szöktem előle… (George Sand)
- Válni kell hát, édesem… (Antal – Eliza – Ádám terzett)
- Rózsa zsendül száz bokorban… (George Sand)
- Bordal (Chopin – Ádám – Radziwill – Kar)
- Nous allons chanter á la ronde… (Auróra)
- Drágám, járjunk hát táncot… (Antal – Lulu duett)
- Mámor, forró, kábító mámor… (Chopin – George Sand duett)
- Elment a párom…
- Majd meghallja ön is végszavam… (Antalka – George Sand duett)
- Ballada (George Sand – Chopin – Eliza – Wanda – Kar)
- Ím eljött az est, jó éjszakát… (Chopin – Auróra)
- Üdv, békesség, mennyben és a földön… (Barátok karéneke)

## Bemutató
A Király Színház 1918 és 1925 között élte fénykorát Beöthy László igazgatása alatt. A Chopin című operett bemutatójára ezt követően, 1926. december 3-án került sor, de Beöthy közreműködött a bemutatónál. A színház a daljáték premierjére intenzív reklámmal készült, öt lapszámban is bő terjedelemmel foglalkozott vele a Színházi Élet című lap. Interjút közöltek Csortos Gyulával és a Radziwiłł-család galíciai ágának egyik tagjával. Alexander Frederic Radziwiłł herceg felesége, Ordódy Vilma magyar volt, s gyakran látogatták a budapesti múzeumokat, kiállításokat és koncerteket. Az interjú felvezetőjében elhangzik, hogy az első világháború után komolyan felmerült annak a lehetősége, hogy Lengyelország trónját elfoglalhatja egy Radziwiłł. Más írások a darab történetét,, Chopin szerelmeit és az őket alakító színésznőket mutatták be, sőt az egész szövegkönyvet is közölték. A cikkeket számos fotó illusztrálta.
A darab szövegét Faragó Jenő írta. Zenéjét Chopin szerzeményei alapján összeállította Bartha István és Losonczi Dezső karmester tanította be. Tihanyi Vilmos vitte színre, aki Kálmán Imre szerint ekkortájt Európa legjobb operett rendezője volt. A díszleteket Gara Zoltán, a kosztümöket Pán József tervezte. A táncokat Zőbisch Ottó és Latabár Kálmán tanították be., 

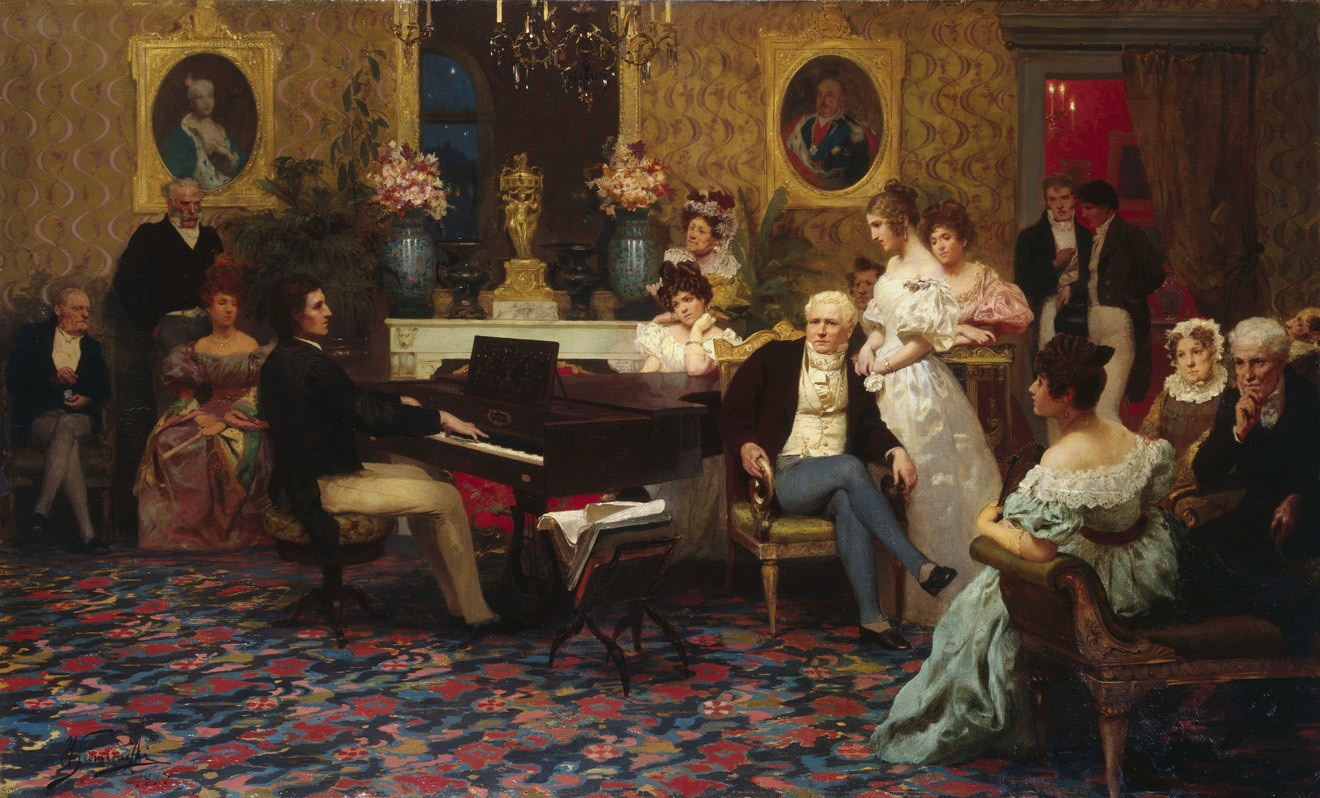
Henryk Siemiradzki: Chopin zongorázik Antoni Radziwiłł herceg berlini szalonjában, a Radziwiłł-palotában, (1887)

A Színházi Élet 49. lapszámában megjelent írás Henryk Siemiradzki festménye alapján igyekezett bemutatni a párizsi lengyel szalonok életét. A cikk a jelenetet tévesen 1836-ra datálja és Párizsba, a Hôtel  Lambertbe helyezi. Az 1887-ben készült festmény valójában egy 1829-es jelenetet ábrázol, ami Berlinben a Radziwiłł-palota szalonjában zajlott.

## Történelmi hűség
A mű kifejezett szándéka volt történelmi hűséggel ábrázolni a Radziwiłł-féle estélyeket, de több történelmi, dramaturgiai, nyelvi és helyesírási eltérés is felbukkan benne:
- 1831-ben Chopin a nagy emigrációval elhagyta Lengyelországot és sohasem térhetett vissza szülőhazájába. 1836-ban, a cselekmény indulásakor így nem élhetett Żelazowa Wolában.
- A Czartoryski mágnásoknak Żelazowa Wola nem volt a tulajdona, a község Chopin szülőhelye volt.
- A Czartoryskiak hercegi udvara Puławyban állt, ahol Adam Jerzy Czartoryski felesége, Izabela Czartoryska jelentős építészeti munkákat végeztetett el és 1801-ben létrehozta az első lengyel múzeumot a Szibüllák templomában. Ez a gyűjtemény alapozta meg a későbbi Czartoryski Múzeum anyagát, mely napjainkban Krakkóban található.
- A darab története 1836-ban indul. Antoni Radziwiłł 1833-ban, lánya, Eliza Radziwiłł 1834-ben hunyt el, utóbbi gümőkórban.
- Antoni Radziwiłł kiváló zenész volt. Goethével együttműködve megzenésítette a Faustot.
- Az emigráció konzervatív szárnyának párizsi vezére nem Antoni Radziwiłł volt, hanem Adam Jerzy Czartoryski. Az ő (és nem Radziwiłł) rezidenciája volt a Hôtel Lambert, amelyről a politikai mozgalom a nevét nyerte.
- A szövegkönyvben említett „Hotel lmbert” nyilvánvaló nyomdahiba.
- Adam Jerzy Czartoryski nemcsak a lengyel emigráció egyik feje, de az európai politikai élet meghatározó alakja is volt emigrálása ellenére is. 1805-ben magyar honfiúsítást nyert,[11] s jelentős szerepe volt abban, hogy lengyelek érkeztek Magyarországra az 1848-1849-es szabadságharc idején. Az operett olyan joviális öregúrként ábrázolja, aki szobalányokba szerelmes, nőt és férfit is válogatás nélkül arcon csókol, illetve akit csak a szivar és a pálinka érdekel.
- A Czartoryski névben szereplő cz betűkapcsolat a magyar cs hanghoz hasonló hangot jelöl. A név átírása Cartoriszkira azért is hibás, mert ezt c-vel ejtjük.
- Az operett műfaji szabálya szerint az öreg Cartoriszki gyakran kezdi a „boga moja” fordulattal a mondatait. Ennek a szókapcsolatnak azonban lengyelül nincs értelme.
- Az operett utolsó felvonása Chopin halálának évében, 1849-ben játszódik. A második felvonás hét évvel korábban, 1842-ben. Nem derül ki, miért nem teljesedett be 1836 és 1842 között a Chopin és Wanda közti szerelem. Házasságuknak nem lett volna társadalmi akadálya, hiszen nem volt olyan rangbéli különbség közöttük, mint a való életben pl. Chopin és Eliza Radziwiłł között.
- Chopin október 17-én és nem szenteste hunyt el.
- Maria Wodzińska festő Chopin eljegyzett menyasszonya volt. Bátyja, Antoni Wodziński (1812-1847) a nagy emigráció tagjaként elmenekült Lengyelországból. Spanyolországban is harcolt, majd visszatért hazájába és fiatalon elhunyt.[12] 1849-ben nem lehetett a férje Eliza Radziwiłłnek, hisz egyikük sem élt már ekkor, de az óriási társadalmi különbség is megakadályozta volna a házasságukat.
- Antoni Wodziński nevének átírása a Wodzinska Antal alakba nyelvi hiba, mivel a lengyel nyelvben használatos nőnembe teszi a férfi nevét.
- A darabban feltűnik Liszt Ferenc mint abbé, de Liszt csak 1865-ben vette fel az ún. kisebb rendeket.[13]
- A párizsi társaság fontos alakja volt Chopin legkedvesebb tanítványa, az Erdélyből származó Carl Filtsch, akit gondozói, Bánffy Dénesné és Eszterházy Johanna kísértek a bécsi és párizsi szalonokban is.[14]